# حوض خاص
حوض خاص یکی از محلات اعیان‌نشین جنوب دهلی، پایتخت هند است. مجتمع تاریخی حوض خاص کانون اصلی این محله را تشکیل می‌دهد. این محله در بخشی از خود حالت شهری و در بخشی دیگر حال و هوای روستایی دارد.